# Ghiacciaio Arruiz
Il ghiacciaio Arruiz  è un ghiacciaio situato sulla costa di Oates, nella regione nord-occidentale della Dipendenza di Ross, in Antartide. In particolare, il ghiacciaio, il cui punto più alto si trova a circa 1200 m s.l.m., ha origine nella parte nord-occidentale della dorsale degli Esploratori, nella zona centrale dei monti Bowers, e da qui fluisce verso ovest-nord-ovest a partire dal versante nord-occidentale del picco Stanwix e scorrendo lungo il versante orientale della dorsale Frolov fino ad unire il proprio flusso a quello del ghiacciaio Rennick a nord della suddetta dorsale.

## Storia
Il ghiacciaio Arruiz è stato mappato da membri dello United States Geological Survey grazie a fotografie scattate durante ricognizioni aeree effettuate dalla marina militare statunitense nel periodo 1960-62, ed è stato poi così battezzato dal comitato consultivo dei nomi antartici in onore del tenente della marina militare argentina Alberto J. Arruiz, un osservatore e meteorologo argentino di stanza alla base di ricerca Little America V nell'inverno del 1958.